# 孫輔
孫輔（?—?)，字國儀，吳郡富春人。孫堅兄孫羌之子，東漢末東吳勢力將領。

## 生平
孫輔父母在他還是嬰孩時就死去，孫輔由兄長孫賁獨力撫養。
後來，孫輔當揚武校尉，輔佐孫策平定江東三郡。建安二年（197年），孫策討伐丹楊、宣城、涇、陵陽、始安、黟、歙七縣，命令孫輔駐守歷陽防禦袁術，同時招攬人民，將因戰亂流散江東的人民組織起來。又跟隨孫策進攻陵陽，攻破聯合山越人對抗孫策的祖郎，並將他生擒。建安四年（199年），孫輔隨同孫策攻擊廬江郡太守劉勳，其間身先士卒，立功。戰後孫策任命他為廬陵太守，安撫屬城，分別置官吏。後遷平南將軍，假節領交州刺史。
後來，孫輔擔心孫權無力守護江東，趁孫權出行就派人與曹操通訊，被人告發。孫權責備孫輔：“兄弟間不愉快說出來，為甚麼要叫外人來？（兄厌乐邪，何为呼他人？）”孫權歸來後盡殺孫輔近臣，削減他的部曲，將他流放到東部幽禁，數年後逝世。210年步骘为交州刺史，可见孙辅已不在任。阮瑀《为曹公作书与孙权》有“交州为君所执”之语，即以交州指代孙辅。
陈琳在《檄吴将校部曲文》中称“孙辅，兄也，而权杀之”，指孙辅后来为孙权所杀。

## 親屬

### 父親
- 孫羌，孫堅兄。

### 兄弟
- 孫賁，孫輔兄，東漢末東吳勢力將領。

### 子女
- 孫興
- 孫昭
- 孫偉
- 孫昕
- 孙氏，嫁骆统

### 孫
- 孫奇，父親為奮威將軍[1]

### 動漫作品
- 火鳳燎原（陳某）:並無登場，但孫策初次登場時以「孫輔」之名登場，為孫策之族弟。

## 延伸阅读
[在维基数据编辑]
 《三國志·卷51》，出自陳壽《三國志》